# Гражданская война в Ираке
Гражданская война в Ираке продолжалась с момента вывода американских войск в декабре 2011 года по 9 декабря 2017 года. Иракские повстанческие группировки развернули вооружённую борьбу против центрального иракского правительства и частных военных компаний, разгорелся конфликт между различными религиозными группами.
После вывода американских войск уровень насилия вырос, группы боевиков активизировали свои действия против шиитского большинства населения с целью подрыва доверия у шиитов к правительству и его усилиям, направленным на защиту граждан собственными силами, без непосредственного американского участия.

## Хронология конфликта

### 2011 — вывод американских войск
15 декабря — США официально завершили войну в Ираке, а 18 декабря последние 500 американских солдат покинули Ирак, что стало окончанием почти девятилетнего военного присутствия США в Ираке.
Обострение ситуации в Ираке после вывода американских войск
- 22 декабря по крайней мере 72 человека погибло и более 170 ранено в результате серии взрывов по всему Багдаду[28][28][29], ещё 9 человек погибло в результате различных атак в Бакубе, Мосуле и Киркуке[30].

### 2012
- 5 января — в результате терактов погибли 78 человек[31][32].
- 14 января — в результате теракта погибли 50 человек[33].
- 20 марта — около 40 человек погибли в результате серии терактов[34].
- 19 апреля — в результате терактов в Ираке погибли более 30 человек, более 100 людей были ранены[35].
- 31 мая — взрывы в Багдаде унесли жизни 16 человек, ещё 56 местных жителей пострадали[36].
- 13 июня — в нескольких городах Ирака прогремели мощные взрывы. В результате терактов погибли 93 человека, более 300 ранены[37][38][39].
- 23 июля — в результате серии терактов погибли 110 человек[40].
- 1 августа — в результате двойного теракта в Багдаде погибли не менее 22 человек[41].
- 15 августа — жертвами трёх терактов стали 10 человек[42].
- 10 сентября — жертвами 20 взрывов стали сотни людей[43].
- 27 октября — в результате серии терактов погибли 35 человек, 85 получили ранения[44].
- 6 ноября — в Багдаде террорист-смертник взорвал себя в автомобиле у ворот военной базы Таджи. При взрыве погибло 27 человек[45].
- 17 декабря — в результате терактов погибло 26 человек[46].

### 2013
- 17 февраля — серия взрывов в Багдаде: свыше 20 погибших[47].
- 2 апреля — боевики напали на газовые месторождения, убиты два инженера и похищен ещё один[48].
- 6 апреля — теракт в городе Баакуба, минимум 25 погибших[49].
- 15 апреля — серия терактов в Ираке: 18 взрывов, 31 погибший, более 200 раненых[50].
- 25 апреля — вооружённые формирования суннитских племён захватили город Сулейман-Бек, расположенный к северу от Багдада, в провинции Салах-эд-Дин[51].
- 15 мая — исламисты расстреляли 12 человек[52].
- 20 мая — в результате серии терактов погибли 95 человек[53].
- 22 мая — в результате нападения на публичный дом в Багдаде погибли 12 человек[54].
- 27 мая — не менее 50 человек погибли в результате серии терактов в шиитских кварталах Багдада[55].
- 10 июня — в результате серии взрывов погибли 22 человека, ещё десятки получили ранения[56].
- 16 июня — по меньшей мере 14 человек стали жертвами серии взрывов в нескольких городах на юге Ирака[57].
- 28 июня — в результате взрывов погибли не менее 19 человек[58].
- 30 июня — в результате взрыва на футбольном поле погибли 12 человек[59].
- 2 июля — в результатов серии взрывов погибли не менее 46 человек[60].
- 12 июля — в результате взрыва в иракском кафе погибли 38 человек[61].
- 20 июля — в результате терактов в Багдаде погибли 65 человек и 190 получили ранения[62].
- 29 июля — в Ираке было совершено 12 терактов, погибли, по меньшей мере, 44 человека, почти 200 получили ранения[63].
- 20 сентября — в результате теракта в суннитской мечети погибли 18 человек[64].
- 21 сентября — в Багдаде в результате тройного теракта погибли 70 человек[65].
- 30 сентября — смертник подорвался в шиитской мечети. Погибли 40 человек, 50 ранены[66].
- 7 октября — в Багдаде в результате взрывов погибли 72 человека[67].
- 17 октября — в результате взрывов в Ираке погибли более 60 человек[68].
- 21 октября — в результате двойного теракта в багдадском народном кафе погибли 55 человек, 45 ранены[69].
- 9 декабря — теракт в Ираке унёс жизни 31 человека, более 20 раненых[70].

### 2014
Гражданская война
Основная статья: Столкновения в провинции Анбар
- 1 января — террористами из ИГИЛ атакован Мосул[71].
- 2 января — боевики захватили Рамади[72].
- 3 января — в ожесточённых столкновениях с правительственными войсками на территории провинции Анбар погибли десятки боевиков[73].
- 4 января — правительство подтвердило потерю города Фаллуджа. Однако на следующий день иракское правительство нанесло авиаудар по Рамади[74]. В столкновениях с боевиками в окрестностях Рамади погибли 22 солдата правительственной армии[75].
- 6 января — ИГИЛ развило наступление и атаковало правительственные силы в пригороде Багдада Абу-Грейб[76].
- 15 января — 73 человека погибли и 128 получили ранения в результате серии терактов в Ираке[77].
- 25 января — не менее 24 человек погибли в результате терактов в Ираке.
- 27 апреля — в Багдаде произошёл теракт. Начинённый взрывчаткой автомобиль взорвался возле рынка в районе Садр-Сити. В результате 10 человек погибли, 36 получили ранения[78].
- 24 мая — За последние сутки в Ираке были убиты 92 боевика ИГИЛ. Иракские силы безопасности нанесли серию ударов по позициям экстремистов в западной провинции Анбар. Авиация убила 85 боевиков и уничтожила 5 транспортных средств. Кроме того, были убиты ещё 7 террористов в провинции Ниневия на севере страны. В окрестностях Мосула арестованы 5 членов ИГИЛ и обезврежено 17 дорожных мин. От рук террористов погибли 2-е сотрудников сил безопасности[79]. В иракском городе Киркук на севере страны прогремел взрыв. В результате взрыва 7 человек погибли, 17 получили ранения. Всего в результате инцидентов в различных частях страны погибли 10 человек, в том числе 3-е фермеров, которых нашли обезглавленными[80]. В провинции Дияла к северо-востоку от Багдада на самодельном фугасе подорвался автомобиль с сотрудниками иранской нефтегазовой компании. В результате 4 граждан Ирана погибли, 5 получили ранения, ответственность за инцидент никто на себя не взял[81].
- 25 мая — в иракском городе Мосул на пути следования конвоя турецких дипломатов, направлявшихся в столицу иракского Курдистана — город Эрбиль, взорвалась бомба. Пострадавших в результате инцидента нет, но машины получили сильные повреждения[82].

Наступление ИГИЛ на севере Ирака
В начале июня боевики начали продвижение в центральных и северных районах Ирака после кампании иракской армии в мухафазе Анбар. В тот момент они всё ещё контролировали большую часть Фаллуджи и Аль-Кармаха, а также части городов Хадита, Джурф ас-Сахр, Ана, Эль-Кайм, Абу-Грейб и несколько более мелких поселений мухафазы Анбар. 3 июня в ходе контртеррористической операции силы безопасности убили 78 боевиков: 18 — в ходе артударов в районе города Фаллуджа мухафазы Анбар, 60 — на окраинах города Эс-Саклавия. Ранее было убито более 90 боевиков в мухафазах Анбар и Найнава. 5 июня не менее пяти нападений совершено в городе Байджи. В Самарре убиты 38 сотрудников полиции, около 50 человек были ранены. На фоне столкновений в этих городах, а также в Мосуле и Тикрите, был введён комендантский час. Позже силы безопасности восстановили контроль над рядом районов Тикрита, убив 14 боевиков, а в Самарре в результате авиаударов было уничтожено 22 боевика. 6 июня в результате серии атак в мухафазе Найнава погибли 13 человек и 56 получили ранения. 7 июня боевики захватили часть зданий университета в Рамади, взяв в заложники десятки студентов и местных сотрудников. В тот же день, в результате нескольких терактов, в Багдаде погибло свыше 60 человек.
Так началось наступление суннитских боевиков в Северном Ираке. По некоторым оценкам, 1300 вооружённых боевиков захватили правительственные учреждения мухафазы Найнава, армейские объекты и международный аэропорт Мосул. Приблизительно 500 тысяч жителей Мосула бежали из города. Премьер-министр Ирака Нури аль-Малики призвал к введению на территории всей страны чрезвычайного положения. По состоянию на 10 июня Мосул полностью находился под властью боевиков. В Мосуле исламисты захватили богатые трофеи — 430 млн долларов наличными и в слитках золота. Из тюрем Мосула были отпущены 2,4 тыс. заключённых. 11 июня исламисты захватили турецкое консульство в Мосуле, задержав 48 турецких граждан, в том числе консула. Однако вскоре турки были отпущены. 11 июня город Тикрит был взят боевиками, которые сожгли правительственные здания и освободили сотни заключённых из местной тюрьмы. Боевики заявили о своём намерении захватить столицу Ирака — Багдад. По мнению наблюдателей, Ирак постепенно раскалывается на три сектора: суннитский, шиитский и курдский, за чем последуют негативные последствия для Афганистана. 24 июня крупнейший в Ираке нефтеперерабатывающий завод в Байджи взят под контроль ИГИЛ.
В настоящий момент под полным контролем боевиков находятся города Мосул, Рамади, Фаллуджа, Сулейман-бек в мухафазах Найнава, Салах-эд-Дин, Анбар. За город Талль-Афар идут бои.
- 29 июня — было провозглашено создание «халифата» во главе с Абу Бакром аль-Багдади на подконтрольных ИГИЛ территориях Сирии и Ирака. Сам Багдади провозгласил себя «халифом» под именем Ибрагим, а столицей «Исламского государства» был объявлен Мосул. 5 июля Багдади произнёс свою первую публичную речь во время пятничной молитвы в мечети Мосула, записанную на видео и размещённую в интернете, в которой призвал всех мусульман мира подчиниться ему и присоединиться к джихаду под руководством группировки[98]. Непризнанное государство претендует на религиозную и политическую власть над всеми территориями, где проживают мусульмане[99], включая территории Иордании, Израиля, Палестины, Кувейта, Ливана и Турции[100].

В начале августа силы «Исламского государства» заняли в Северном Ираке город Синджар, населённый езидами. Поступили сообщения о том, что до 500 езидов были убиты исламистами, при этом женщин и детей заживо закапывали в землю, около 300 женщин были превращены в рабынь исламистов. Тысячи езидов бежали в горы Джебель-Синджар, где начали умирать от жажды. После этого 8 августа самолёты США с авианосца «Джордж Буш» нанесли удары по позициям исламистов. Также с военно-транспортных самолётов США и Великобритании езидам в горах Джебель-Синджар сбрасывалась питьевая вода и продовольствие. После этого тысячи езидов стали переходить границу, спасаясь в контролируемой курдами части Сирии, затем они оттуда перебирались обратно в Иракский Курдистан. 13 августа военные США высадились на гору Синджар, чтобы оценить возможности эвакуации укрывшихся там езидов.
- 3 августа — ИГ без боя заняли Синджар, Зумар и Вана и отбила нефтяное месторождение у курдов, силы пешмарга отступили.
- 18 августа — курдские отряды (пешмерга) взяли под свой контроль два населённых пункта, расположенных в районе плотины «Мосул»[англ.] (в 50 км к северо-западу от одноимённого города).[118] Президент Барак Обама 17 августа направил письмо лидерам конгресса, в котором сообщил, что санкционировал нанесение точечных воздушных ударов для поддержки иракских сил в их попытках вернуть контроль над плотиной «Мосул». Обама назвал плотину объектом критической инфраструктуры и предупредил, что утрата иракскими властями контроля над ней угрожает жизни большого количества гражданских лиц, включая американский. Центральное командование вооружённых сил США сообщило, что в результате серии воздушных ударов, второй в этом районе, американским военным удалось уничтожить три единицы бронетехники исламистов, зенитную установку и блокпост[119].
- 2 сентября — более 50 человек стали жертвами двойного теракта в Багдаде[120].
- 4 сентября — при взрыве в Багдаде погибли 12 человек и более 30 ранены[121].
- 10 сентября — число жертв взрыва в Багдаде достигло 18[122].
- 23 сентября — 14 человек погибли при взрыве в Багдаде[123].
- 9 октября — теракт в Багдаде унёс жизни, по меньшей мере, 18 человек[124].
- 13 октября — более 20 человек погибли при серии взрывов в Багдаде[125].
- 14 октября — в Багдаде 15 человек погибли при взрыве, в том числе депутат парламента. Падение Хита — захват боевиками ИГ важного города Хит, в результате чего была отрезана дорога, ведущая в соседнюю Хадиту.
- 16 октября — в Багдаде 36 человек погибли в результате серии взрывов[126].
- 19 октября — жертвами взрыва в Багдаде стали 20 человек[127].
- 20 октября — жертвами тройного теракта в Ираке стали 16 человек[128].
- 23 октября — в Багдаде жертвами двух взрывов стали 30 человек и ещё 70 ранены[129].
- 25 октября — Курдские бойцы отвоевали у боевиков «Исламского государства» город Зумар на севере Ирака[130].
- 27 октября — в центре Багдада прогремел взрыв: 15 человек погибли[131].
- 2 ноября — теракт в Багдаде унёс жизни 12 человек.
- 8 ноября — в Ираке смертник убил генерала и ранил девятерых военнослужащих[132].
- 11 ноября — в Ираке жертвами смертника стали восемь человек[133].
- 12 ноября — в результате серии терактов в Багдаде погибли 15 человек, почти 40 ранены[134].
- 23 ноября — в результате теракта на юге Ирака погибли семь человек[135].
- 20 декабря — четыре теракта произошли в Багдаде, 12 человек погибли[136].

### 2015
- 12 января — произошёл теракт в пригороде Тикрита, расположенного в 130 километрах от столицы Ирака. Смертник направил свой автомобиль, начинённый взрывчаткой, на группу солдат и бойцов ополчения. Жертвами теракта стали десять бойцов ополчения и двое солдат. Уточнялось также, что в результате взрыва 18 человек получили ранения[137].
- 25 января — два взрывных устройства сработали в двух ресторанах в столице Ирака Багдаде. По данным полиции, один взрыв прогремел у популярного заведения близ площади Тахрир. Злоумышленник оставил пластиковый пакет со взрывчаткой у входа в ресторан, погибли семь человек и 11 получили увечья. Другой взрыв прогремел близ небольшого ресторана в центральном столичном районе Сибаа, погибли четыре человека, ещё восемь получили ранения[138].
- 30 января — два взрыва в столице Ирака Багдаде унесли жизни по меньшей мере 12 человек, ещё 30 человек получили ранения различной степени тяжести. Как сообщалось, ни одна из военизированных группировок не взяла на себя ответственность за эти взрывы. Днём ранее взрывы и стрельба в различных районах Багдада унесли жизни по меньшей мере 21 человека[139].
- 3 февраля — жертвами серии взрывов, прогремевших в иракской столице Багдаде, стали более 10 человек, десятки ранены. Тройной взрыв прогремел в шиитском квартале Каррада в центре Багдада, погибли не менее пяти человек, ещё 15 были ранены. Кроме этого, ещё один теракт был совершён в районе Аль-Талбия на востоке города. Его жертвами стали минимум три человека, ещё восемь получили ранения. Ещё один взрыв прогремел в одном из центральных районов Багдада, погибли три человека, десять были ранены. Другой взрыв, прогремевший на юге Багдада, унёс жизни ещё двух человек. Семь жителей города получили ранения[140].
- 7 февраля — в Багдаде произошла серия терактов. Самый мощный взрыв прогремел в районе Нового Багдада. По данным местной полиции, в результате взрыва погибли 22 человека, 45 получили ранения. Через некоторое время два взрыва произошли в центральной части иракской столицы. По данным полиции, две бомбы взорвались на расстоянии около 25 метров, унеся жизни 11 человек, ещё 26 человек получили ранения. Ещё один теракт произошёл на юго-западе Багдада в районе оживлённого рынка, где погибли, по меньшей мере, четыре человека и 15 были ранены. Ответственность за теракты взяли на себя боевики террористической группировки «Исламское государство»[141].
- 9 февраля — на западе иракской столицы прогремел взрыв. Инцидент произошёл в районе, населённом преимущественно шиитами. Взрывное устройство на одной из людных площадей города привёл в действие террорист-смертник, ранения получили более 20 человек[142].
- 28 февраля — произошла серия взрывов на северо-востоке Ирака. Два заминированных автомобиля взорвались недалеко от оживлённого рынка города Балад-Руз в 70 километрах от Багдада. По данным медиков погибли 11 человек, 50 получили ранения. Затем террорист-смертник направил заминированный автомобиль в сторону КПП, контролируемого шиитскими военными в районе города Самарра к северу от Багдада. 8 военнослужащих погибли, 15 пострадали.
- 2 марта — армия Ирака начала военную операцию с целью освободить от боевиков ИГ город Тикрит, находящийся в 130 км к северу от Багдада. Сам Тикрит был захвачен боевиками ИГ ещё летом 2014 года[143].
- 11 марта — семь заминированных автомобилей были взорваны почти одновременно в контролируемых властями районах города Эр-Рамади в центральной части Ирака. Сообщалось, что целью боевиков стали КПП и несколько военных баз правительственных сил. Не менее 17 сотрудников сил безопасности погибли и около 30 получили ранения в результате этой скоординированной атаки боевиков «Исламского государства»[144].
- 31 марта — Тикрит был освобождён армией Ирака от боевиков ИГ[145].
- 10 апреля — террорист-смертник привел в действие взрывное устройство в ресторане в 30 километрах от Багдада. По данным медиков, в результате инцидента шесть человек погибли и 14 получили ранения. Второй взрыв прогремел в центральной части Багдада, в результате чего погибли, по меньшей мере, пять человек, ещё 12 получили ранения[146].
- 14 апреля — два взрыва прогремели в центре Багдада. Три человека погибли и 12 получили ранения в результате подрыва заминированной машины, припаркованной на улице Аль-Карада в центре столицы, в результате второго взрыва в районе аль-Машахид погибли 5 человек, 18 граждан получили ранения.
- 17 апреля — начиненный взрывчаткой автомобиль взорвался у здания консульства США в районе Анкава в столице Иракского Курдистана Эрбиле. В результате террористической атаки загорелось несколько автомобилей. Погибли три человека, ещё пятеро получили ранения. Боевики ИГ взяли на себя ответственность за взрыв[147].
- 22 апреля — при взрыве заминированного автомобиля в иракской столице погибли семь человек, ещё 14 получили ранения. Инцидент произошёл в районе Талибия на востоке Багдада. При взрыве были повреждены несколько близлежащих магазинов и припаркованных поблизости автомобилей[148].
- 25 апреля — на КПП Требил в провинции Анбар произошёл взрыв трёх заминированных автомобилей. Взрывные устройства были приведены в действие террористами-смертниками. Взрывная волна нанесла повреждения находящимся рядом домам и пропускному пункту. По меньшей мере, 15 сотрудников службы безопасности погибли и ещё 22 получили ранения. Теракт на КПП, расположенном на границе между Ираком и Иорданией, был совершён тремя выходцами из Франции, Бельгии и Сенегала, относящимися к террористической группировке «Исламское государство»[149].
- 26 апреля — в провинции Дияла на западе Ирака в результате двух взрывов погибли, по меньшей мере, 18 мирных жителей. Один из взрывов произошёл в городе Эль-Микдадия в 80 километрах к северо-западу от Багдада. Второй взрыв прогремел в городе Баакуба, где также были обнаружены тела 12 расстрелянных человек, которые, по версии полиции, стали жертвами массовой казни. Представители правоохранительных органов также сообщили о 28 раненых, которые пострадали во время взрывов[150].
- 30 апреля — в Багдаде произошла серия терактов. Взрывные устройства, установленные в автомобилях, были приведены в действие в разных районах города. Самая жестокая из атак была совершена в районе Мансур на западе Багдада, где множество жителей исповедуют ислам суннитского толка. Там погибли пять людей и ещё 12 получили ранения. Один автомобиль взорвался в преимущественно шиитском районе Хуррия на севере Багдада. Теракт унёс жизни четырёх людей, 14 человек были ранены. Ещё семь человек были убиты и 18 получили ранения в результате двух взрывов на востоке города[151].
- 2 мая — два взрыва прогремели в оживлённом торговом районе в центре Багдада. Взрывные устройства сработали в двух автомобилях, одним из которых управлял террорист-смертник, с перерывом в 10 минут. Взрывы произошли рядом с заполненными посетителями кафе и ресторанами в районе Каррада. По данным полиции, в результате первого взрыва погибли семь человек, ещё десять стали жертвами второго. Также сообщалось о десятках раненых[152].
- 7 мая — возле шиитской мечети в городе Балад-Руз, расположенном в 70 километрах к северо-востоку от Багдада, произошёл двойной теракт. Сначала террорист-смертник взорвал заминированный автомобиль, когда люди покидали мечеть после пятничной молитвы. Позже, когда к месту происшествия сбежалась толпа людей, прогремел второй взрыв. По меньшей мере 18 человек погибли, более 40 получили ранения.
- 15 мая — боевики «Исламского государства» захватили город Рамади в провинции Анбар[153]. Над штаб-квартирой правительства в центре города был поднят флаг ИГ. Новое наступление в провинции началось накануне. В результате столкновений в городе Рамади и его окрестностях погибли 70 человек, из которых 50 силовиков[154].
- 26 мая — боевики «Исламского государства» совершили несколько нападений с участием террористов-смертников в западной провинции Анбар, в результате чего погибли не менее 17 военнослужащих. Сообщалось, что теракты произошли за несколько часов до объявления начала широкомасштабной операции, направленной на зачистку провинции Анбар от боевиков ИГ[155].
- 29 мая — незадолго до полуночи перед отелями Babylon и Sheraton в центре Багдада взорвались заминированные автомобили. Погибли 15 человек, ещё 42 получили ранения[156].
- 1 июня — начиненный взрывчаткой автомобиль взлетел на воздух рядом с военной базой в провинции Анбар на западе страны, 38 представителей сил безопасности погибли. Более 30 силовиков получили ранения в результате взрыва. Группировка «Исламское государство» взяла на себя ответственность за теракт[157].
- 2 июня — серия взрывов, прогремевших в провинции Салах-эд-Дин на севере Ирака, унесла жизни, по меньшей мере, 32 членов шиитских военизированных формирований, выступающих на стороне правительства. Четыре заминированных автомобиля взорвались в районе города Байджи. Также сообщалось, что в результате теракта ранения получили 34 человека. Также взрыв прогремел на парковке ресторана Qadouri в восточной части Багдада. В результате инцидента погибли шесть, ранения получили не менее 13 человек. Несколько автомобилей и зданий, находящихся поблизости, были повреждены[146].
- 10 июня — террорист-смертник направил наполненный взрывчаткой автомобиль в контрольно-пропускной пункт на севере Багдада. Шесть человек погибли, 15 пострадали в результате взрыва[158].
- 13 июня — серия взрывов произошла недалеко от города Байджи на севере страны. Как заявил представитель полиции, на воздух взлетели три начинённых взрывчаткой автомобиля, одно взрывное устройство удалось нейтрализовать. В результате серии взрывов погибли семь иракских военнослужащих и четыре представителя добровольческих сил, воюющих на стороне армии против боевиков радикальной группировки «Исламское государство», 27 человек пострадали. Как стало известно, ИГ взяло на себя ответственность за взрывы[159].
- 26 июня — Террорист-смертник осуществил взрыв в шиитской мечети в районе Эс-Савабир города Эль-Кувейт, где в этот момент проходила пятничная молитва. В результате теракта погибли 27 человек, по меньшей мере 227 пострадали[160].
- 30 июня — взрывы в городе Баакуба, расположенном в 60 километрах к востоку от Багдада, унесли жизни не менее 17 человек. Три взрывных устройства были заложены в различных районах города. Каждый из взрывов унёс жизни, соответственно, шести, семи и четырёх мирных жителей. Ранения различной степени тяжести получили 28 человек[161].
- 4 июля — в Багдаде прогремели два взрыва. Один из взрывов произошёл на юго-западе Багдада, в результате чего погибли восемь человек, не менее 27 получили ранения. Второй взрыв прогремел на юге города и унёс жизни трёх человек. Взрывные устройства были заложены в автомобилях[162].
- 12 июля — в различных районах Багдада взлетели на воздух несколько начинённых взрывчаткой автомобилей. Помимо этого, двое террористов-смертников привели в действие взрывные устройства, один из них подорвался возле рынка. В результате происшествий 35 человек погибли, более 100 получили ранения. Террорист-смертник привел в действие взрывное устройство в северном районе иракской столицы. В результате взрыва несколько припаркованных поблизости машин загорелись, 21 человек пострадал, пять человек погибли[163].
- 15 июля — в городе Эль-Халис в 60 километрах к северу от Багдада произошёл взрыв. Заминированный автомобиль взлетел в воздух рядом с домом одного из местных врачей. В результате взрыва пять человек погибли и 11 пострадали. Ответственность за теракт взяла на себя группировка «Исламское государство»[164].
- 17 июля — в результате теракта в Бани-Сааде погибли 120—130 человек[165].
- 21 июля — два взрыва произошли в преимущественно шиитских районах иракской столицы Багдада. Первый автомобиль взлетел на воздух на переполненной улице в восточном районе Багдада Аль-Джадида. Жертвами взрыва стали 17 человек, ещё 43 получили ранения, большинство из них — мирные граждане, сообщил полковник местной полиции. Ещё одна атака произошла в районе Зафарания на юге Багдада, жертвами стали не менее двух человек, девять человек пострадали.
- 22 июля — начиненный взрывчаткой автомобиль взорвался в столице Ирака Багдаде. Инцидент произошёл в районе с преимущественно шиитским населением. Автомобиль подорвался около популярного среди местного населения рынка на юго-западе иракской столицы. По данным местных чиновников, 20 человек погибли, более 30 человек были ранены в результате взрыва. Ещё один заминированный автомобиль взорвался в иракской столице. Восемь человек погибли, 22 получили ранения. Взрыв произошёл в северо-восточном районе иракской столицы, где также преимущественно проживают шииты. При этом взрывное устройство также сработало около рынка. На востоке города Эль-Фаллуджа боевики террористической группировки «Исламское государство» осуществили два взрыва. Они подорвали два автомобиля, начинённых взрывчаткой. По меньшей мере, 22 солдата иракской армии и участников народного ополчения погибли. Ранения получили не менее 24 человек. Как сообщила полиция, целью террористов были иракские военные и добровольцы[166].
- 24 июля — террористы-смертники протаранили двумя заминированными машинами армейские блокпосты в районе Тартар к северу от контролируемого ИГ города Эль-Фаллуджа. Жертвами взрыва стали солдаты армии Ирака и добровольцы народного ополчения (всего 21 человек), ещё 24 пострадали.
- 25 июля — два взрыва прогремели в одном из плавательных бассейнов иракского города Туз-Хурмату на северо-востоке страны, унеся жизни 12 человек. Взрывные устройства привели в действие два террориста-смертника. Сообщалось также, что ранения получили 45 человек. Большинство погибших и пострадавших представляют малочисленную народность иракских туркменов[167].
- 29 июля — две атаки смертников произошли вблизи окраины города Эр-Рамади на западе Ирака. Боевики въехали на заминированных вездеходах в группу военных, охранявших университет провинции Анбар. По меньшей мере, 12 иракских военнослужащих погибли, восемь пострадали в результате этих атак[168].
- 10 августа — два взрыва прогремели в районе города Баакуба на востоке Ирака. Жертвами терактов стали более 40 человек[169].
- 13 августа — по меньшей мере 60 человек погибли и более 200 получили ранения в результате теракта в столице Ирака Багдаде[170].
- 16 октября — правительственные войска Ирака освободили от ИГ крупнейший в стране нефтеперерабатывающий завод, расположенный в городе Байджи (провинция Салах-эд-Дин)[171].
- 12 ноября — ополченцы-курды установили контроль над отрезком шоссе между иракским Мосулом и сирийской Раккой (штаб-квартира террористов ИГ). Таким образом ИГ оказалось разделённым на две части. Были перекрыты ключевые поставки нефти и оружия между боевиками ИГ в Сирии и Ираке.
- 13 ноября — ополчение иракских курдов освободило от террористов ИГ город Синджар[172].
- 4 декабря — в район города Мосул (Мосул находится под контролем террористов ИГ) был направлен турецкий танковый батальон из 130 военных. Турция заявила, что будет заниматься подготовкой иракских курдов. 5 декабря США заявили, что действия Турции в Ираке не являются действиями международной коалиции. В этот же день премьер-министр Ирака назвал ввод 130 турецких военных в Ирак нарушением суверенитета и вторжением. Глава комитета парламента Ирака по безопасности и обороны пригрозил Турции военным ответом. Президент Ирака назвал ввод турецких военных нарушением международного права[173].
- 6 декабря — МИД Сирии осудил ввод турецких военных в Ирак. В этот же день президент Ирака дал Турции 48 часов на вывод своих войск из Ирака[174].
- 7 декабря — губернатор иракской провинции Найнава заявил, что в Ирак вошли 900 турецких военных[175].
- 8 декабря — армия Ирака освободила от террористов ИГ значительную часть города Рамади в провинции Анбар[176]. В этот же день истёк ультиматум, который Ирак выдвинул Турции. Народное ополчение Ирака заявило, что оно примет меры, если Турция не выведет войска. В тот же день МИД РФ осудил ввод турецких военных на территорию Ирака.
- 9 декабря — турецкие истребители нарушили воздушное пространство Ирака и нанесли авиаудары по позициям Рабочей партии Курдистана[177].
- В ночь с 16 на 17 декабря боевики ИГ совершили самую крупную атаку на территории Северного Ирака с июля 2015 года. Они атаковали позиции курдов в районе лагеря Башика и населённые пункты Нарван и Тал-Асвад. Массированное наступление террористов было отбито при поддержке боевой авиации коалиции во главе с США[178].
- 18 декабря — курды отбили самое большое наступление террористов ИГ на севере Ирака. Террористы пытались наступать на бульдозерах. Бой длился 17 часов. В итоге курды при поддержке самолётов США, Франции, Великобритании и Канады отбили атаки ИГ. Убито 200 боевиков. В этот же день ВВС США нанесли авиаудар по городу ан-Наимийя к юго-западу от города Эль-Фаллуджа, в результате погибли 9 солдат, в том числе армейский офицер 55-й бригады иракской армии, 20 получили ранения. Пентагон выразил соболезнования и заявил, что авиаудар был нанесён по ошибке, из-за плохих погодных условий[179].
- 19 декабря — состоялся телефонный разговор между Обамой и Эрдоганом. Обама призвал Эрдогана вывести турецкие войска из Ирака[180].
- 20 декабря — МИД Турции заявил о начале вывода турецких военных из Ирака. В этот же день иракским правительством был создан координационный комитет по освобождению Мосула от боевиков ИГ. Комитет возглавил губернатор иракской провинции Найнавы Науфаль Султан аль-Акуб.
- 22 декабря — армия Ирака начала операцию по освобождению города Эр-Рамади от боевиков ИГ. Иракская армия за несколько часов заняла несколько центральных кварталов Эр-Рамади[181].
- 23 декабря — стало известно, что Турция вывела часть своих военных из Северного Ирака[182].
- 28 декабря — армия Ирака установила контроль над бывшим правительственным комплексом в Рамади, который ранее удерживали боевики «Исламского государства»[183].

### 2016
- 1 января — в результате взрыва погибли 16 человек[184].
- 8 января — президент Турции Реджеп Тайип Эрдоган заявил, что турецкие военные отбили атаку боевиков ИГ на тренировочный лагерь Башика на севере Ирака. В ходе боя были убиты 18 террористов[185].
- 9 января — иракское командование опровергло заявление турецких военных об атаке террористов ИГ на тренировочный лагерь Башика. В этот же день на западе страны, в городе Барвана (провинция Анбар) был убит Аси Али Мухаммед Насер аль-Обейди, который являлся одним из заместителей лидера ИГ Абу Бакра аль-Багдади.
- 11 января — ВВС США уничтожили финансовое хранилище террористов ИГ в Мосуле.
- 20 января — боевики ИГ разрушили старейший христианский монастырь в Ираке[186].
- 22 января — министр обороны США Эштон Картер заявил, что США могут провести сухопутную операцию в Сирии и Ираке по уничтожению террористов ИГ[187].
- 31 января — в результате терактов в столице Ирака Багдаде по меньшей мере 28 человек погибли.
- 28 февраля — в столице Ирака Багдаде в результате взрыва двух бомб на рынке погибли по меньшей мере 24 человека, ещё 60 получили ранения[188].
- 5 марта — иракская армия начала операцию по освобождению города Мосула (главный оплот ИГ в Ираке) от террористов ИГ[189].
- 6 марта — в результате теракта в провинции Бабиль погибли 35 человек[190]. Также теракт на блокпосту около Багдада, 60 погибших[191].
- 12 марта — город Таза в провинции Киркук был обстрелян боевиками ИГ из химического оружия[192].
- 24 марта — иракские сухопутные войска начали наступление к городу Мосулу, с поддержкой ВВС США. В операции участвует 15-я дивизия иракской армии, начиная операцию из города Махмура[193][194].
- 25 марта — 29 человек погибли, 60 ранены в результате теракта на футбольном матче[195].
- 14 апреля — армия Ирака отбила у боевиков «Исламского государства» стратегически важный город Хит на западе страны[196].
- 1 мая — в результате двух взрывов на юге Ирака в городе Эс-Самава погибли не менее 22 человек, ещё от 16 до 40 получили ранения[197].
- 11 мая — в результате теракта погибли 80 человек[198].
- 12 мая — в Багдаде в результате взрывов трёх заминированных автомобилей погибли, по крайней мере, 93 человека[199]. Также в результате взрыва, прогремевшего на рынке в Садр-сити, погибли 84 человека и 87 получили ранения[200].
- 13 мая — в городе Самарра в результате нападения на общество болельщиков «сливочных» погибли не менее 16 человек[201].
- 15 мая — террористы-смертники атаковали Багдад. Погибли более 30 человек. Также теракт произошёл на газоперерабатывающем заводе, погибли 11 человек[202].
- 17 мая — жертвами серии взрывов в Багдаде стали 72 человека[203]. По состоянию на 17 мая курды на 60 % окружили Мосул и на 97 % освободили Иракский Курдистан от террористов ИГ[204].
- 23 мая — премьер-министр Ирака Хайдер Аль-Абади объявил о старте военной операции по освобождению города Эль-Фаллуджа, занятого боевиками ИГ[205]. Иракская армия убила лидера гарнизона боевиков ИГ в Эль-Фаллудже[206].
- 25 мая — курды отбили крупную атаку боевиков ИГ в районе города Киркук[207].
- 27 мая — курды отбили две крупные атаки террористов ИГ на севере Ирака, в районе города Махмур[208].
- 29 мая — иракская армия окружила Эль-Фаллуджу со всех сторон[209]. Также в городе Баакуба не менее 12 человек погибли в результате террористической атаки на группу болельщиков «Реала»[210].
- 30 мая — иракские военные вошли в Эль-Фаллуджу[211]. Также в результате трёх взрывов, прогремевших в разных районах столицы Ирака, по меньшей мере, 11 человек погибли, ранения получили 18 иракцев.
- 3 июня — смертники ИГ устроили теракт в городе Эль-Фаллуджа, погибли более 40 иракских военных[212].
- 4 июня — курды остановили своё наступление на окрестности Мосула. На данный момент курды находятся в 30—40 км от Мосула и закрепляются на своих позициях вокруг города[213].
- 7 июня — восемь человек погибли в результате теракта в городе Кербела[214].
- 8 июня — иракский спецназ начал бои в центре Эль-Фаллуджи[215].
- 9 июня — сразу два теракта совершены в Ираке. Первый взрыв прогремел в Багдаде — в районе аль-Джадида влетел на воздух заминированный автомобиль, погибли 15 человек, ранены более 50 человек. Ещё один взрыв террористы устроили в городе Таджи, там погибли 7 человек, более 20 пострадали[216].
- 16 июня — иракские военные вошли на центральную улицу Эль-Фаллуджи[217].
- 17 июня — иракские военные освободили центр Эль-Фаллуджи и обезопасили дорогу между Багдадом и Фаллуджей[218].
- 26 июня — иракские военные полностью освободили Эль-Фаллуджу[219].
- 3 июля — 2 взрыва в столице Ирака Багдаде. Первый взрыв в центральном районе Аль-Каррада, второй возле рынка Аш-Шааб, погибло 292 человека, более 200 раненых[220].
- 8 июля — несколько террористов-смертников напали на шиитскую святыню в городе Балад к северу от Багдада. По данным полиции Ирака, погибли 26 человек и ранены 52[221].
- 9 июля — армия Ирака освободила от боевиков «Исламского государства» авиабазу Аль-Кияра в провинции Найнава к югу от города Мосул[222].
- 12 июля — по меньшей мере 9 человек были убиты и 32 ранены в результате взрыва заминированного автомобиля в районе на севере Багдада[223].
- 16 июля — подразделения турецкой армии покинули военный лагерь Башика в Ираке.
- 22 июля — ИГ контролирует меньше 10 % процентов территории Ирака из 40 % первоначально захваченных[224].
- 24 июля — по меньшей мере 12 человек погибли и 22 получили ранения при теракте, который совершил смертник рядом с контрольно-пропускным пунктом в шиитском районе столицы Ирака — Багдаде[225].
- 25 июля — по меньшей мере 14 человек погибли и более 30 ранены в результате подрыва заминированного автомобиля к северо-востоку от иракской столицы Багдада[226].
- 31 июля — в Ираке произошёл террористический акт у штаба одного из погранвойск. В результате взрыва погибло двое человек[227].
- 7 августа — боевики ИГ атаковали блокпост, неподалёку от города Мосул. В результате нападения погибло, по меньшей мере, десять военнослужащих, а ещё семь получили ранения различной степени тяжести. Отмечается, что в нападении принимало участие до 15 смертников с поясами, начинёнными взрывчаткой. При этом, среди них присутствовало минимум три женщины-смертницы.
- 10 августа — в результате террористических актов в Ираке погибли, по меньшей мере, 10 человек.
- 11 августа — в Ираке убит один из лидеров террористической группировки «Исламское государство», который отвечал за операции с нефтью[228].
- 14 августа — курдские силы Пешмерга при поддержке авиаударов возглавляемой США коалиции начали новое наступление на оплот боевиков «Исламского государства» в Ираке — Мосул. Курды освободили от боевиков ИГ из семи деревень к юго-востоку от Мосула[229].
- 18 августа — иракские ополченцы сбили беспилотник «Исламского государства», летевший из города Мосул на севере Ирака[230].
- 25 августа — не менее 18 сотрудников правоохранительных органов погибли в результате двойного теракта в Ираке[231].
- 26 августа — правительственные войска Ирака полностью освободили от боевиков ИГ район Кайяра к югу от Мосула[232].
- 27 августа — ВВС Ирака ударили по арсеналу боевиков «Исламского государства» с воздуха и уничтожили боеприпасы террористов в районе Аль-Хадар в Мосуле. Также за последние сутки иракские военные убили 22 террориста ИГ в районе Мосула[233].
- 29 августа — самоподрыв террориста-смертника близ шиитской святыни в городе Кербела унёс жизни более 15 человек.
- 3 сентября — в провинции Салах-эд-Дин произошло два взрыва, в результате чего шесть человек погибли и ещё девять ранены[234].
- 5 сентября — в Багдаде в районе Эль-Каррада произошёл взрыв, который устроил смертник. В результате погибли не менее девяти человек, ещё около 20 человек получили ранения[235].
- 9 сентября — в восточной части Багдада, у торгового центра, размещённого у здания Министерства нефти Ирака, прогремели два взрыва, в результате которых погибли около четырёх десятков человек[236].
- 12 сентября — силы безопасности Ирака убили около 100 боевиков «Исламского государства», отразив нападение террористов к югу от контролируемого ИГ города Мосул[237].
- 13 сентября — ВВС США нанесли авиаудар по объекту, принадлежавшему боевикам «Исламского государства». В результате авианалёта был полностью уничтожен цех по изготовлению отравляющих газов, которые использовали исламисты против своих противников.
- 15 сентября — двое человек погибли, 13 пострадали в результате двух взрывов, прогремевших в Ираке[238].
- 20 сентября — премьер-министр Ирака Хайдер аль-Абади объявил о начале операции по освобождению от террористической группировки «Исламское государство» города Ширкат, расположенного к югу от Мосула[239].
- 21 сентября — иракская армия вытеснила боевиков «Исламского государства» из города Эш-Шарката, расположенного на подступах к Мосулу, второму по величине городу страны[240].
- 24 сентября — террористы-смертники устроили два взрыва при въезде в город Тикрит. В результате теракта погибли 13 человек[241].
- 25 сентября — при взрыве на западе Ирака погибли 15 полицейских[242]. Также по меньшей мере шесть человек были убиты в результате нападения смертника в иракской столице.
- 28 сентября — двое террористов-смертников подорвали себя в Багдаде. В результате инцидента погибли 20 мирных граждан, свыше 40 человек получили ранения различной степени тяжести[243].
- 3 октября — как минимум 10 человек погибли в результате двух взрывов в Багдаде, ещё около 30 получили ранения. Первое взрывное устройство привел в действие террорист-смертник на открытом рынке в юго-западной части города. Второй взрыв произошёл вблизи городского таксопарка.
- 4 октября — в результате бомбардировки иракских военно-воздушных сил погибли по меньшей мере 40 боевиков Исламского государства. Авиаудар произошёл недалеко от Анбара[244].
- 5 октября — боевые самолёты международной коалиции, возглавляемой правительством Соединённых Штатов, совершили ошибочный авианалёт на позиции подразделений правительственной армии Ирака.
- 7 октября — под удар ВВС США попали местная школа и мечеть.
- 9 октября — по меньшей мере 10 человек, среди которых и 4 полицейских, погибли в результате взрыва смертника в заминированной машине у КПП к северу от Багдада.
- 15 октября — в результате ряда взрывов погибли по меньшей мере 55 человек[245].
- 17 октября — в Ираке началась операция по освобождению от боевиков террористической организации «Исламское государство» одного из крупнейших городов страны — Мосула[246]. Около 70 иракских военнослужащих погибли во время атаки террориста-смертника недалеко от города Мосул[247].
- 18 октября — бойцы курдских формирований «Пешмерга», которые также активно участвуют в штурме города, освободили девять деревень к востоку от Мосула, на территории около 200 квадратных километров[248]. Также сообщается о том, что иракская армия вошла в пригород Мосула, находящийся в десяти километрах от города[249].
- 19 октября — военные РФ перенаправили аппараты космической разведки в иракский Мосул[250]. После начала штурма Мосула из города бежали более 900 человек.
- 20 октября — в ходе начавшейся операции по освобождению Мосула погиб первый американский военнослужащий[251].
- 21 октября — боевики «Исламского государства», вооружённые автоматами и взрывчаткой, напали на несколько объектов в северном иракском городе Киркук. Нападение было направлено на отвлечение сил безопасности Ирака от наступления на Мосул. Не менее 11 работников, в том числе двое иранцев были убиты, когда боевики ворвались в здание электростанции к северу от Киркука, а затем взорвали себя.
- 22 октября — террористы «Исламского государства» казнили в Мосуле 284 мужчин и мальчиков, когда силы международной коалиции приблизились к городу[252].
- 23 октября — боевики «Исламского государства» казнили 16 жителей Мосула, сбросив их с Третьего моста[253].
- 24 октября — иракская армия за неделю после старта операции в захваченном боевиками террористической группировки «Исламское государство» городе Мосул убила 772 боевика группировки, освободив 74 населённых пункта. Армия заявила, что ещё 23 боевика ИГ были задержаны. Военные также уничтожили 127 заминированных транспортных средств и произвели контролируемые взрывы 397 самодельных взрывных устройств. Также армия обнаружила два завода группировки по производству взрывчатки[254].
- 25 октября — иракские силы безопасности с момента начала операции по освобождению Мосула отвоевали у боевиков группировки «Исламское государство» порядка 800 квадратных километров территории.
- 26 октября — боевики «Исламского государства» казнили в окрестностях Мосула 232 человека. 42 мирных жителя были казнены в Хаммам аль-Алиле на юге Мосула, а в военном лагере аль-Газлани казнили 190 бывших сотрудников сил безопасности Ирака, которые отказались присоединиться к террористам[255].
- 27 октября — иракское ополчение захватило один из ключевых штабов террористической группировки «Исламское государство»[256].
- 28 октября — подразделения иракской полиции по борьбе с терроризмом обнаружили в городе Мосул, удерживаемом боевиками террористической группировки «Исламское государство», трёхкилометровый туннель, выкопанный террористами, и мастерскую по установке взрывчатки на автомобили[257].
- 29 октября — в результате теракта в Ираке погибли 7 человек и были ранены более 20 человек.
- 30 октября — тысячи мирных жителей, в том числе женщины, дети и старики, были приведены в центр Мосула после того, как боевики ИГ отступили из близлежащих городов. Также не менее 10 человек стали жертвами очередного теракта в Багдаде.
- 31 октября — иракские войска впервые после начала операции по освобождению Мосула вошли в город[258].
- 1 ноября — боевики «Исламского государства» оказывают ожесточённое сопротивление иракским военным. Самолёты возглавляемой США международной коалиции нанесли удары по позиции террористов ИГ в окрестностях Мосула. В частности, были атакованы объекты боевиков ИГ в районе Годжали к востоку от города. ВВС Ирака уничтожили одного из лидеров террористической группировки «Джунд аль-Хиляфа» («Солдаты Халифата»), присягнувшей на верность террористической организации «Исламское государство», в ходе авиаударов по Мосулу. Иракские правительственные войска зашли в восточные окрестности Мосула.
- 2 ноября — соединяющую иракский Мосул и сирийскую Ракку трассу взяли под контроль иракские ополченцы. Эта трасса соединяет два главных оплота террористов «Исламского государства» в регионе. Более 2000 бойцов «Исламского государства» убиты с начала битвы за Мосул.
- 4 ноября — террористы ИГ атаковали населённый пункт Шикрат, расположенный к югу от Мосула[259]. Также по меньшей мере 26 человек, пытавшихся вырваться из Мосула, погибли, подорвавшись на заложенных на дороге взрывных устройствах.
- 5 ноября — иракские военные атаковали с трёх сторон и подвергли ударам с воздуха населённый пункт Хамам аль-Алил, расположенный в 15 километрах к югу от Мосула. Согласно информации гостелевидения Ирака, над административными зданиями этого города уже вывешены флаги Ирака, но полный контроль над ним пока не установлен. Быстрому продвижению иракских войск мешают многочисленные мины-ловушки[260].
- 6 ноября — в двух городах провинции Салах-эд-Дин прогремели взрывы. Террористы-смертники подорвали себя у КПП и на парковке, в результате погибли 23 человека, ещё 58 получили ранения[261].
- 7 ноября — во время спецоперации по взятию Мосула погибли 16 американских военных, ещё 27 получили ранения[262].
- 10 ноября — антитеррористические подразделения армии Ирака освободили от ИГ квартал Аз-Захра на востоке города Мосул[263].
- 11 ноября — Международная коалиция под руководством США уничтожила одного из лидеров «Исламского государства» Махмуда Шукри аль-Наими, оборонявшего Мосул[264].
- 13 ноября — два мирных жителя погибли, ещё семь получили ранения в результате взрыва, прогремевшего в северной иракской провинции Киркук[265].
- 14 ноября — как минимум восемь человек погибли в результате теракта к югу от города Багдад[266].
- 17 ноября — не менее восьми человек погибли в результате атаки террористов-смертников к югу от иракской столицы Багдада. Также более 50 человек были убиты и 30 получили ранения в результате террористической атаки к западу от Багдада[267].
- 19 ноября — боевики ИГ убили не менее 12 бойцов иракских правительственных сил, задержав их на подставных КПП к югу от Мосула[268]. Также на контрольно-пропускном пункте у Рамади была подорвана начинённая взрывчаткой машина. По предварительной информации местной полиции, погибли 11 человек[269].
- 22 ноября — военно-воздушные силы международной коалиции, которую возглавляет Соединённые Штаты Америки, нанесли авиаудар по мосту через реку Тигр. Уничтожение инфраструктурного объекта помешает боевикам «Исламского государства» свободно перемещаться между восточной и западной частями Мосула. Из пяти мостов через Тигр целыми остались только два, что уже вызвало беспокойство в ООН. Силы шиитского народного ополчения Ирака (Хашд аш-Шааби) окружают захваченный террористами «Исламского государства» город Талль-Афар — главную перевалочную базу радикалов между иракским Мосулом и Сирией. По меньшей мере 15 человек погибли, более 30 получили ранения в результате авиаудара международной коалиции по городу Талль-Афар к юго-западу от Мосула[270].
- 23 ноября — отряды шиитского ополчения «Аль-Хашд аш-Шааби» полностью отрезали Мосул, удерживаемый боевиками террористической группировки «Исламское государство», от других иракских городов[271].
- 24 ноября — один из командиров ИГ был убит иракскими военными к востоку от Мосула. Также начинённый взрывчаткой автомобиль взорвался на газовой станции к югу от Багдада, в результате чего погибли, по меньшей мере, 73 человека, в том числе 20 иранцев.
- 27 ноября — иракские военные заявили об уничтожении в пригороде к юго-востоку от Мосула одного из лидеров террористической организации «Исламское государство» Абу Анаса аш-Шишани[272]. Также жертвами обстрела боевиками группировки «Исламское государство» кварталов в Мосуле стали не менее 28 жителей, ещё около 50 получили ранения[273].
- 3 декабря — 24 человека погибли в результате теракта в восточном Мосуле[274].
- 6 декабря — иракские военные вошли в городской район Хайи аль-Салам.
- 7 декабря — в Багдаде в результате атаки террориста-смертника погибли восемь мирных жителей.
- 8 декабря — Коалиция во главе с США подвергла бомбардировке госпиталь в Мосуле. Больше ста человек погибли[275].
- 11 декабря — один человек погиб, пять получили ранения в результате взрыва на востоке Багдада[276]. Два мощных взрыва прогремели в городе Эль-Фаллуджа. В результате инцидента погибли восемь человек[277].
- 13 декабря — боевики ИГ взорвали армейский автомобиль, погибли 13 солдат.
- 18 декабря — взорвалась заминированная машина, в результате теракта погиб один человек и шестеро пострадали.
- 20 декабря — как минимум шесть человек погибли при взрыве бомбы около офиса Демократического партии иранского Курдистана[278].
- 21 декабря — не менее 13 иракских военнослужащих погибли в результате теракта на западе от Багдада. Смертник на заминированном автомобиле подорвал себя на пути следования армейской колонны рядом с Рамади — административным центром западной провинции Анбар.
- 22 декабря — как минимум, 23 человека погибли при взрыве трёх автомобилей у многолюдного открытого рынка в Мосуле[279].
- 25 декабря — в Багдаде и пригороде серия взрывов забрала жизни как минимум 11 человек[280].
- 29 декабря — вооружённые силы и полиция Ирака совместно с силами международной коалиции, возглавляемой США, переходят к выполнению второго этапа операции по освобождению захваченного террористами «Исламского государства» города Мосул[281].
- 31 декабря — в Багдаде на рынке взорвались две бомбы. По последним данным, погибли, по меньшей мере, 25 человек, более 40 ранены[282].

### 2017
- 1 января — в результате теракта на КПП на юге Багдада погибли девять человек, включая четырёх сотрудников службы безопасности[283].
- 2 января — как минимум 56 человек стали жертвами взрывов в иракской столице, ещё около 60 получили ранения[284].
- 3 января — в городе Самарра группа террористов «Исламского государства» напала на полицейский участок. В результате были убиты не менее семи человек. Трёх из нападавших на полицейских участок застрелили[285].
- 5 января — в центре Багдада возле контрольно-пропускного пункта и на продовольственном рынке в восточной части города прогремели мощные взрывы. Погибли 14 человек и 15 ранены.
- 6 января — иракская армия выбила боевиков «Исламского государства» из стратегически важного района Мосула[286].
- 7 января — бойцы иракской федеральной полиции захватили в Мосуле штаб ИГ, руководивший действиями боевиков-выходцев из Чечни[287]. Также при авианалёте сил международной коалиции во главе с США на востоке Мосула были убиты 15 мирных жителей[288].
- 8 января — на востоке Багдада при взрыве заминированного автомобиля у местного рынка погибли 23 человека, более 50 получили ранения[289].
- 10 января — во время авианалёта истребителей ВВС Ирака на объекты террористов в Мосуле было убито пять высших эмиров «Исламского государства», в том числе старший заместитель лидера ИГ Абу Бакра Аль-Багдади.
- 12 января — иракские силы вошли в самую обороняемую исламистами часть Мосула.
- 13 января — армия Ирака взяла под контроль всю восточную часть города Мосул[290].
- 14 января — около 30 погибших гражданских в результате воздушного удара по району, который контролируют боевики террористической организации «Исламское государство»[291]. Также три человека погибли в результате атаки смертника на полицейский КПП, совершенной на трассе Багдад — Киркук в провинции Дияла.
- 16 января — 15 человек погибли в результате теракта в Мосуле[292].
- 17 января — по меньшей мере 7 человек погибли и десятки ранены в результате взрыва заминированной машины в Багдаде.
- 23 января — армия Ирака в Мосуле убила 50 террористов ИГ[293].
- 26 января — в городе Мосул в результате ударов ВВС международной коалиции и столкновений с силами безопасности Ирака убито 37 боевиков «Исламского государства».
- 30 января — в Ираке убит палач «Исламского государства»[294].
- 2 февраля — иракские войска столкнутся с ожесточённым сопротивлением боевиков ИГ во время штурма западных районов города Мосул[295].
- 4 февраля — бойцы народного ополчения освободили от ИГ села Бостан Радиф и Ум Гхарба, а также область Шерка в западной части Мосула.
- 9 февраля — курдский лидер террористической группировки «Исламское государство» Валид Сархан аль-Курди был убит в результате авиаудара возглавляемой США коалиции в Мосуле[296].
- 10 февраля — девять человек погибли в результате серии взрывов в городе Мосул[297].
- 11 февраля — на одной из оживлённых улиц Багдада на воздух взлетел заминированный автомобиль. Погибли по меньшей мере 9 человек, 35 мирных жителей ранены.
- 14 февраля — в результате взрывов в различных районах столицы Ирака погибли 4 человека.
- 15 февраля — очередной теракт в Багдаде: жертвами стали 15 человек[298].
- 16 февраля — в результате взрыва заминированной машины в Багдаде было 48 убитых, десятки людей получили тяжёлые ранения[299].
- 19 февраля — армия Ирака начала наступление на западный Мосул. В восточной части города Мосул, контролируемой правительственными войсками, произошёл теракт, в результате которого погиб по крайней мере один человек и ещё несколько пострадали. Иракские военные отбили у ИГ несколько деревень к югу от Мосула.
- 21 февраля — армия Ирака штурмует самый большой лагерь ИГ. Убиты уже 25 боевиков ИГ, в том числе четыре смертника, которые были убиты при захвате заминированных автомобилей.
- 23 февраля — иракские военные освободили аэропорт Мосула[300].
- 24 февраля — спецназовцы иракской армии при поддержке США впервые с начала операции по освобождению Мосула от боевиков террористической организации «Исламское государство» вошли в район Эль-Маамун в западной части города.
- 25 февраля — иракские войска продвинулись глубже в западный Мосул. В могиле близ Мосула обнаружены 4 тысячи жертв ИГ[301].
- 28 февраля — иракская армия продвигается вглубь западной части Мосула. Ей удалось отбить у исламистов комплекс правительственных зданий.
- 1 марта — при авиаударе по мечети в Мосуле были убиты мирные жители.
- 5 марта — подразделения федеральной полиции Ирака начали штурм западного квартала Мосула, где расположено большинство государственных учреждений[302].
- 7 марта — иракская армия вернула под контроль здание правительства в Мосуле[303].
- 8 марта — более 30 человек стали жертвами теракта на свадьбе в Ираке[304].
- 11 марта — иракские ополченцы обнаружили массовую могилу в тюрьме Бадуш близ Мосула с телами сотен людей, убитых боевиками «Исламского государства»[305].
- 12 марта — вооружённые силы Ирака отбили у боевиков «Исламского государства» более трети территории в западном Мосуле[306].
- 13 марта — иракские правительственные войска в ходе операции по освобождению Мосула обнаружили в районе Ад-Даваса христианскую церковь, использованную боевиками из террористической группировки «Исламское государство» в качестве своей базы. Как оказалось, террористы полностью уничтожили все убранство халдо-католической церкви Божьей Матери Неустанной Помощи, завесив здание своими чёрными флагами и плакатами.
- 20 марта — жертвами взрыва в Багдаде стали 23 человека[307].
- 22 марта — иракские правительственные войска продвигаются вглубь западных кварталов Мосула и уже вплотную подошли к мечети Ан-Нури. Также в западном Мосуле более 100 человек убиты в результате взрыва, произошедшего в жилом квартале.
- 25 марта — в результате авиаудара сил международной коалиции в городе Мосул погибли более ста человек[308].
- 28 марта — в ходе бомбардировок на юге от города Талль-Афар были убиты около 70 боевиков, 10 транспортных средств, тайники с ракетами и взрывчаткой и убежища исламистов[309].
- 29 марта — иракские войска окружили мечеть «Ан-Нури»[310].
- 30 марта — в столице Ирака — Багдаде — террорист-смертник привел в действие взрывное устройство в грузовике. В результате погибли около 20 человек, более 60 человек получили ранения[311].
- 1 апреля — в Ираке в результате авиаудара был убит командир террористической организации «Исламское государство» Айад аль-Джумейли[312].
- 5 апреля — более 30 человек погибли в нескольких терактах на севере Ирака[313].
- 6 апреля — боевики «Исламского государства» сбили военный вертолёт над городом Мосул. Два члена военного экипажа погибли.
- 13 апреля — два человека погибли и ещё четверо получили ранения различной тяжести в результате двух взрывов, прогремевших в иракской столице.
- 14 апреля — в Мосуле убиты два лидера ИГ[314].
- 17 апреля — убито около 60 боевиков ИГ в западном Мосуле[315].
- 18 апреля — федеральная полиция Ирака убила в Мосуле одного из командиров террористической организации «Исламское государство» Абу-Хаджара по прозвищу ар-Руси (Русский)[316].
- 19 апреля — десятки жителей Мосула погибли в результате очередного авиаудара ВВС западной коалиции.
- 23 апреля — иракские военные отбили атаку ИГ под Мосулом, отбили у боевиков два района в западном Мосуле[317]. Также боевики ИГ напали на полицейский центр к югу от Мосула. Два террориста-смертника подорвали себя у входа в здание центра, но наступавшим за ним боевикам не удалось проникнуть внутрь.
- 24 апреля — командование заявило об уничтожении семи боевиков «Исламского государства» в западной части Мосула, также ополченцы сорвали попытку боевиков ИГ атаковать позиции войск. При этом было уничтожено четыре смертника.
- 25 апреля — иракские правительственные войска отбили у боевиков «Исламского государства» район западного Мосула аль-Тенека — главный форпост террористов ИГ в захваченной части города.
- 28 апреля — иракские проправительственные силы отбили у боевиков ИГ старинный город Хатра[318].
- 29 апреля — боевики ИГ убили 15 мирных граждан в Мосуле, при теракте в Мосуле погибли 14 человек. Также в Багдаде при взрыве машины погибли шесть человек.
- 30 апреля — в результате взрыва самодельной бомбы в районе города Мосул погиб американский военный.[319]
- 2 мая — десять иракских военнослужащих погибли при нападении боевиков «Исламского государства» в провинции Анбар на западе страны[320].
- 4 мая — иракская армия начала наступление с севера на город Мосул[321].
- 5 мая — в результате теракта в Ираке погибли пять человек. Также при обстреле школы в Мосуле погиб 81 человек[322].
- 7 мая — два смертника, которые принадлежали к террористической организации «Исламское государство», атаковали военную базу американских военных в Ираке в провинции Киркук. Жертвами теракта стали два человека, ещё шесть ранены. Два смертника погибли на месте. Ещё троих нападавших убили бойцы пешмерга. Также в результате нападения в западной части Мосула, совершенного членами ИГ с использованием 4 заминированных автомобилей, 9 полицейских погибли, 3 получили ранения[323].
- 14 мая — военно-воздушные силы Ирака убили более 10 полевых командиров террористической организации «Исламское государство», которые собрались на западе страны у границы с Сирией[324]. Смертники ИГ атаковали позиции армии Ирака к западу от Мосула. Были убиты 8 военнослужащих и уничтожены три военных автомобиля.
- 15 мая — бомба взорвалась в центре Багдада. 1 человек погиб, ещё 6 получили ранения. Взрывное устройство привел в действие террорист-смертник.
- 17 мая — на западе Мосула террористы ИГ совершили теракт. Погибли 10 военнослужащих. В ходе воздушного нападения, направленного против террористов, погибли 25 мирных жителей[325].
- 19 мая — в южной части Багдада смертники взорвали два заминированных автомобиля. В результате погибли 13 мирных жителей, ещё 15 человек получили ранения.
- 20 мая — в Багдаде в результате двух взрывов погибли 35 человек[326][327].
- 22 мая — под контроль иракской армии в западном Мосуле перешёл квартал Аль-Наджар[328]. «Исламское государство» выпустило видео казни 13 мужчин за сотрудничество с силами безопасности в Киркуке[329].
- 23 мая — ИГ перенесло штаб из Мосула в провинцию Эль-Хавиджа[330].
- 25 мая — авиаудар по Мосулу убил 13 мирных жителей.
- 27 мая — армия Ирака начала операцию по освобождению последнего оплота ИГ[331].
- 28 мая — теракты в Багдаде: 5 человек погибли.
- 30 мая — в результате теракта в Багдаде погибли не менее 27 человек, более двух десятков получили ранения[332].
- 31 мая — смертник подорвал себя у школы в Ираке: погибли 13 человек, 22 ранены[333].
- 3 июня — боевики ИГ убили 120 мирных жителей Мосула, бежавших из города[334].
- 4 июня — шиитское ополчение Ирака освободило от ИГ населённый пункт Эль-Баадж[335].
- 5 июня — иракские военные убили 21 боевика «Исламского государства» в старой части города Мосул.
- 7 июня — 34 боевика ИГ были убиты в Мосуле в ходе ожесточённых боёв в западной части города. В итоге под контролем федеральных войск оказалось 75 % района Аль-Занжили. Среди убитых боевиков оказался командир, который отвечал за производство взрывчатых веществ на территории Старого города Мосула. Также были уничтожены четыре заминированных автомобиля террористов, которые боевики планировали направить в сторону позиций армии.
- 8 июня — по крайней мере 11 бойцов иракских сил безопасности погибли, подорвавшись на мине-ловушке, установленной боевиками «Исламского государства» в западном Мосуле.
- 9 июня — более 50 человек погибли в результате двух терактов в Ираке[336].
- 10 июня — боевики «Исламского государства» атаковали город Ширкат, расположенный к югу от Мосула. В результате атаки погибли 38 человек, около 40 получили ранения. Вооружённые силы Ирака отразили нападение, убиты 24 боевика[337].
- 13 июня — иракские военные освободили северный район Мосула от ИГ.
- 14 июня — более 100 боевиков ИГ начали контратаку в Мосуле, в результате чего были убиты 11 иракских полицейских и четыре мирных жителя[338].
- 18 июня — иракские войска начали наступление на Старый город в Мосуле[339].
- 19 июня — в результате взрыва мины в Мосуле погиб иракский журналист, трое французских журналистов получили ранения. Один из них скончался[340].
- 20 июня — пятый мост через Тигр, соединяющий восточную и западную части Мосула, вернулся под контроль правительства Ирака[341].
- 21 июня — уничтожена соборная мечеть «Ан-Нури»[342].
- 24 июня — в результате мощного взрыва в Мосуле погибли 12 человек[343].
- 27 июня — террорист-смертник «Исламского государства» случайно подорвал вместе с собой 12 террористов ИГ, готовившихся отправиться на совершение терактов в провинции Дияла[344].
- 2 июля — в результате теракта погибли 14 человек[345].
- 10 июля — Мосул освобождён от террористов ИГ[346].
- 24 июля — ингимасии Исламского государства провели атаку на позиции шиитского ополчения в селе Сахаджи к западу от Мосула. В результате нападения погибло более сорока пяти ополченцев.
- 25 июля — два человека погибли, 12 ранены в результате взрывов, прогремевших в Багдаде и провинции Дияла.
- 26 июля — премьер-министр Ирака Хайдер аль-Абади заявил, что после освобождения Мосула от боевиков террористической группировки «Исламское государство» правительственные войска с той же решимостью освободят города Талль-Афар и Эль-Хавиджа[347].
- 2 августа — в Талль-Афаре началась операция иракских силовиков против ИГ[348]. Иракские ВВС убили командира тренировочных лагерей ИГ[349].
- 7 августа — иракские ВВС уничтожили мосты и базы ИГ в Талль-Афаре[350]. В Ираке убит Тарек Джадаун, один из предполагаемых организаторов терактов в Париже и Брюсселе[351].
- 13 августа — двое американских военнослужащих погибли, ещё пятеро пострадали в ходе боевых действий на севере Ирака[352].
- 15 августа — началась операция по освобождению Талль-Афара[353].
- 19 августа — армия Ирака начала бой за город Талль-Афар[354].
- 22 августа — иракская армия отбила у ИГ квартал города Талль-Афар[355].
- 24 августа — иракская армия убила более 300 боевиков ИГ в Талль-Афаре, иракские правительственные силы полностью блокировали террористов ИГ[356].
- 26 августа — Талль-Афар освобождён от боевиков ИГ[357].
- 27 августа — жертвами двух взрывов в Ираке стали пять человек[358].
- 28 августа — Теракт в Ираке унёс жизни 12 человек.
- 30 августа — иракские военно-воздушные силы нанесли массированные удары по местам скопления боевиков ИГ в районе города Эль-Каим вблизи сирийской границы, в результате атаки было уничтожено 94 террориста[359].
- 31 августа — иракские войска освободили от ИГ провинцию Найнава[360].
- 2 сентября — восемь человек погибли и более десяти получили ранения в результате теракта на иракской электростанции, расположенной в городе Самарра к северу от Багдада[361].
- 5 сентября — в квартале Ад-Даваним в Багдаде в результате теракта на рынке погибли двое мирных жителей, ещё пятеро ранены.
- 8 сентября — армия Ирака готовится к штурму города Эль-Хавиджа, где, по её данным, остаются около 2 тысяч боевиков ИГ[362].
- 14 сентября — в Ираке в результате двойного теракта на юге страны в городе Насирии погибли 84 человека[363].
- 16 сентября — иракские военные начали масштабную операцию в западной провинции Анбар вблизи границы с Сирией с целью очистки района от террористов ИГ, отбили у боевиков ИГ город Акашат. ВВС Ирака уничтожили свыше 300 боевиков на границе с Сирией[364].
- 17 сентября — Коалиция отразила нападение ИГ на военную базу у Эль-Хавиджи[365].
- 19 сентября — правительственные силы Ирака начали наступление на удерживаемый террористами ИГ город Ана, расположенный в западной провинции Анбар на границе с Сирией[366].
- 21 сентября — иракские военные начали освобождать от ИГ района Эль-Хавиджа[367]. Полиция Ирака освободила от ИГ девять деревень в Киркуке. Иракские силовики полностью освободили от ИГ город Ана на западе Ирака недалеко от границы с Сирией.
- 23 сентября — иракское военное командование заявило об уничтожении свыше 200 боевиков «Исламского государства», силовики освободили порядка 500 квадратных километров территории к западу от города Эль-Хавиджа[368].
- 25 сентября — в Иракском Курдистане, а также некоторых других территориях проводится референдум о независимости[369].
- 26 сентября — правительственные силы Ирака убили 11 боевиков ИГ, включая регионального командира террористов[370].
- 27 сентября — террористы ИГ провели несколько атак на позиции иракских войск в провинции Анбар, к западу от Багдада. В боях погибли по крайней мере семь иракских солдат[371].
- 29 сентября — иракские войска приступили к штурму города Эль-Хавиджа. Иракские военно-воздушные силы уничтожили около 100 боевиков ИГ[372].
- 30 сентября — в Ираке погиб снайпер, убивший более 300 боевиков ИГ[373].
- 1 октября — иракские военные освободили около 30 деревень на подступах к городу Эль-Хавиджа, остающемуся главным оплотом ИГ[374].
- 2 октября — при теракте в Ираке погиб военнослужащий коалиции США[375].
- 4 октября — иракская армия начала штурм центра города Эль-Хавиджа[376].
- 7 октября — иракские войска освободили 150 населённых пунктов в провинции Киркук[377].
- 10 октября — Эль-Хавиджа полностью освобождена от ИГ[378].
- 11 октября — по меньшей мере 14 боевиков ИГ были убиты в результате авиаудара в западной иракской провинции Анбар.
- 12 октября — террорист-смертник взорвал себя в кафе, погибли 11 человек[379].
- 16 октября — правительственные силы Ирака вернули под свой полный контроль город Киркук[380].
- 17 октября — двое турецких военных погибли при взрыве в Ираке[381].
- 18 октября — иракские правительственные подразделения взяли под контроль районы, ранее удерживаемые курдскими силами в провинциях Найнава и Дияла. Около 10 человек были убиты при столкновениях между иракскими формированиями и курдскими отрядами Пешмерга близ крупнейшей в Ираке плотины, расположенной на реке Тигр под городом Мосул[382].
- 25 октября — армия Ирака начинает наступление на ИГ на границе с Сирией[383].
- 26 октября — иракские ополченцы отбили у ИГ авиабазу и ряд районов под Эль-Каимом[384].
- 3 ноября — военные Ирака полностью освободили город Эль-Каим от ИГ.
- 5 ноября — в результате двойного теракта в городе Киркук погибли шесть человек, десять ранены.

- 11 ноября — армия Ирака начала операцию по освобождению города Рава[385].
- 12 ноября — муфтий ИГ убит в результате удара иракских ВВС в Раве[386].
- 17 ноября — армия Ирака полностью освободила от ИГ город Рава[387].
- 21 ноября — теракт в городе Туз-Хурмату на северо-востоке Ирака унёс жизни 32 человек, ранения получили как минимум 75 человек[388].

- 23 ноября — вооружённые силы Ирака начали военную операцию по зачистке от террористов ИГ западных пустынных территорий на границе с Сирией и к 25 ноября ВС Ирака полностью освободили от ИГ территории, расположенные между провинциями Салах-эд-Дин и Анбар в пустыне Джазира[389].
- 27 ноября — в результате теракта в Багдаде погибло 17 человек[390].
- 29 ноября — иракская армия уничтожила лагерь ИГ к югу от города Ар-Рутба в Анбаре. В результате авиаудара на юге провинции Найнава были убиты 27 боевиков.
- 3 декабря — в Ираке нашли захоронение 140 мирных жителей, убитых боевиками[391].
- 9 декабря — армия Ирака зачистила от боевиков ИГ всю территорию страны. Ирак объявил о победе над ИГ[392].
- 17 декабря — в результате авиаудара иракских ВВС по секретному тоннелю террористов убиты 17 боевиков ИГ.
- 20 декабря — рядовой иракской армии погиб и генерал-майор получил ранения на севере Ирака, когда их автомобиль наехал на фугас.

29 декабря — боевики ИГ начали контрнаступление в Ираке. По заявлению курдских источников, боевики «Исламского государства» начали массированное наступление в районе городов Хавиджа и Киркук; по предварительным данным боевикам ИГ удалось захватить несколько населённых пунктов. Боевики продолжают атаковать позиции курдского ополчения пешмерга к югу от Киркука и города Туз Хурмату. «Исламское государство» начало наступление на фоне волнений, происходящих в данных регионах северного Ирака, которые вызваны конфронтацией Багдада и курдского Эрбиля. Ранее сообщалось, что в пустынных районах Западного Ирака могут скрываться до тысячи боевиков «Халифата».
30 декабря джихадисты устроили засаду на дороге и внезапно атаковали кортеж; в результате были убиты несколько высокопоставленных военных и чиновников, а также более 20 военных и сотрудников правоохранительных органов. Помимо этого, поступали сведения об атаке ИГ к югу от города Самарра; погибли как минимум 70 бойцов ополчения.

## Боевые действия после окончания войны

### 2018
На 2018 год ИГ в Ираке, несмотря на поражение и потерю контроля над 99 % территорий, всё ещё существует — она продолжает брать на себя ответственность за теракты как в Ираке (они всё ещё проводили около 75 атак в месяц; а попытки организации терактов в октябре в иракских провинциях Салах-эд-Дин и Киркук высоки, как никогда), так и других странах. Так, американский аналитический центр CSIS сообщил выводы своего исследования: ИГ занимается перегруппировкой сил в Ираке и осуществляют переход к партизанской войне.

### 2019—2020
В 2019 году группировка «Исламское государство», через два года после потери своего «халифата», по информации курдской разведслужбы «Заньяри» и западных разведок, возрождается на севере Ирака: активность группировки на севере Ирака растёт, наблюдается развитие сложной сети ячеек и отмечается рост количества нападений в регионе.
27 декабря 2019 года при обстреле военной базы недалеко от города Киркук погиб американский гражданский контрактник (33-летний переводчик с арабского Наврес Хамид) и ранено четверо военных.
29 декабря 2019 года США подвергли авиаударам три объекта в Западном Ираке и два — на востоке Сирии; по данным американцев, это были оружейные склады и командные пункты проиранских группировок, в том числе движения «Хезболла». В результате погибли 25 членов группировки «Катаиб Хезболла» (известно о более 30 убитых и по меньшей мере 45 раненых). Эти атаки госсекретарь США М. Помпео назвал оборонительными действиями и что они стали ответом на последние нападения в Ираке.
Иракские власти осудили американские удары; премьер-министр Ирака Адиль Абдул-Махди заявил, что авиаудары американцев нарушили суверенитет страны и могут побудить Багдад пересмотреть отношения с Вашингтоном.
В ответ 31 декабря начались протесты и нападения на посольство США в Багдаде, членами группировки «Катаиб Хезболла», а также членами и сторонниками группировки «Силы народной мобилизации».
Нападения продолжались два дня: в первый день, 31 декабря, участники протестов пытались взять штурмом комплекс посольских зданий и ворвались на его территорию, но были отогнаны силами безопасности и разбили лагерь рядом со стенами посольства; во второй день митинг продолжился, повторная попытка прорыва утром на территорию была остановлена американскими военными, применившими слезоточивый газ, иракская полиция использовала гранаты со слезоточивым газом для разгона участников акции, охранники посольства использовали шумовые гранаты против демонстрантов.
Госсекретарь США Майк Помпео в телефонном разговоре с премьер-министром Ирака Аделем Абд аль-Махди «самым жёстким образом» осудил нападение на посольство США; президент Ирака Бархам Салех во вторник осудил нападение протестующих.
Сотрудников дипмиссии эвакуировали, её работа была приостановлена.
В связи с нападениями и для обеспечения безопасности посольства в Багдаде глава Пентагона Марк Эспер приказал отправить в Ирак (в регион Персидского залива[уточнить]) дополнительно около 750 военнослужащих, в том числе примерно 100 морских пехотинцев; позднее к ним должны присоединятся ещё четыре тысячи военных (они присоединятся ещё примерно к 14 тыс. американских военных, усиливших формирования США в регионе после обострения ситуации вокруг Ирана).
В ночь на 3 января 2020 года американские БПЛА нанесли удар по международному аэропорту Багдада, в результате которого погиб командир регулярного иранского подразделения «Силы „Кудс“» (которое входит в Корпус Стражей исламской революции) Касем Сулеймани (которого Трамп объявил «террористом номер один»), кроме того, жертвами удара стали заместитель главы шиитского ополчения Ирака Абу Махди аль-Мухандис (прибыл в аэропорт с конвоем, чтобы встретить Сулеймани) и четыре офицера КСИР.
Верховный лидер Ирана аятолла Али Хаменеи и президент Хасан Роухани заявили, что Тегеран отомстит Вашингтону, а министр обороны Амир Хатами пообещал дать «сокрушительный ответ» на гибель военачальника; все антиамериканские силы региона восприняли американский удар как объявление войны, а иракское ополчение пригрозило атаковать американские базы.
Представитель командующего вооружёнными силами Ирака Абдель Карим Халяф заявил, что решено ограничить деятельность американских военных сил в этой стране; власти Ирака проводят расследование в отношении лиц, которые могли передать американцам информацию о передвижениях Сулеймани, в частности, его перелёте из Дамаска в Багдад.
США же уже создают коалицию, где точно будет Израиль и страны-союзники Залива, и перебрасывают в регион дополнительные войска.
Посольство США в Ираке призвало всех американских граждан срочно уезжать из страны.
4 января в районе Эт-Таджи на севере Багдада был нанесён авиаудар по автоколонне шиитского ополчения «Аль-Хашед Аш-Шааби», машины перевозили медицинских работников; погибли пять или шесть человек, ещё трое тяжело ранены.
Позже Багдад подвергся трём ракетным обстрелам: огонь открыли по району, где расположено посольство США, а также по жилому респектабельному кварталу аль-Джадрия в «зелёной зоне» и военной базе Балад на севере столицы (её использовали американские военные); о жертвах пока не сообщается.
На следующий день, 5 января, Парламент Ирака проголосовал за прекращение иностранного военного присутствия (с таким предложением выступил и. о. премьер-министра Адиль Абдул Махди). .
6 января командование возглавляемой США коалиции по борьбе против ИГ проинформировало, по сообщениям СМИ, иракскую сторону о намерении в ближайшие дни подготовиться к выводу войск с территории Ирака. Чуть позже глава Пентагона М. Эспер заявил что «США пока не приняли решения о выводе своих сил из Ирака». Вашингтон потребовал у Ирака компенсацию за вывод американских войск из страны.
Утром 8 января 2020 года две военные базы в Ираке, используемые силами США, подверглись ракетному обстрелу со стороны Ирана. Тегеран заявил, что это месть за убийство генерала Сулеймани.; в ходе ударов также был по ошибке сбит украинский «Боинг 737».
12 января база ВВС Ирака «Балад» в провинции Салах-эд-Дин (используется и американскими военными) подверглась обстрелу: было выпущено по меньшей мере пять реактивных снарядов установок «Катюша» из неизвестного источника. Это привело к ранению четырёх военнослужащих ВВС Ирака, двое из них — офицеры; из американских военных никто не пострадал.
21 января произошёл ракетный обстрел «зелёной зоны» Багдада; в результате обстрела пострадавших нет.
Вашингтон объявил о завершении активной боевой миссии к концу 2021 года, соглашение об этом заключено с иракским премьером Мустафой аль-Казыми. Пентагон больше не будет принимать участие в масштабных операциях на территории страны, но займётся обучением бойцов Вооружённых сил Ирака, а также точечной борьбой с террористами ИГ.